# Derxia lacustris
Derxia lacustris es una especie de  bacteria gramnegativa del género Derxia. Fue descrita en el año 2013. Su etimología hace referencia a lago. Es aerobia y móvil. Acumula gránulos de polihidroxibutirato y tiene capacidad para fijar el nitrógeno atmosférico. Tiene un tamaño de 1-1,2 μm de ancho por 2-4 μm de largo. Forma colonias convexas, redondas, lisas, con márgenes enteros, brillantes, traslúcidas y de color amarillo claro tras 48 horas de incubación en agar R2A. Se vuelven marrones o rojizas tras más de 5 días de incubación. Temperatura de crecimiento entre 15-40 °C, óptima de 25-35 °C. Catalasa y oxidasa positivas. Es sensible a los antibióticos  penicilina, ampicilina, cloranfenicol, gentamicina, rifampicina, kanamicina, tetraciclina, novobiocina, estreptomicina, ácido nalidíxico y trimetoprim-sulfametoxazol. Tiene un contenido de G+C de 72%. Se ha aislado de un lago en Taiwán.